# Acritus tuberculatus
Acritus tuberculatus är en skalbaggsart som beskrevs av Wenzel och Dybas 1941. Acritus tuberculatus ingår i släktet Acritus och familjen stumpbaggar. Inga underarter finns listade i Catalogue of Life.